# David Aganzo
David Aganzo Méndez (ur. 10 stycznia 1981 w Madrycie) – hiszpański piłkarz grający na pozycji napastnika.